# Battaglia di Treviglio
La battaglia di Treviglio del 15 aprile 1509 fu il primo scontro della Guerra della Lega di Cambrai. I veneziani, dopo aver respinto una scorreria francese, furono sbaragliati nel corso di una sortita.

## Antefatti
Il 10 dicembre 1508 le maggiori potenze europee (Impero, Regno di Francia, Spagna e il Regno d'Ungheria) si allearono segretamente con lo Stato Pontificio, il Ducato di Ferrara, il Ducato di Savoia e il Marchesato di Mantova nella Lega di Cambrai al fine di mantenere l'egemonia sulla Penisola a spese della Repubblica di Venezia. I veneziani negli ultimi decenni si erano infatti espansi sulla terraferma occupando territori a spese dei milanesi, dei mantovani, dei ferraresi e del papa e avevano recentemente sconfitto gli imperiali respingendo l'invasione del Cadore. Nel marzo del 1508 avevano inoltre nominato il nuovo vescovo di Vicenza senza consultare papa Giulio II, che considerò questa iniziativa unilaterale un affronto e un casus belli. 
I veneziani si aspettavano di essere attaccati e già a marzo avevano reclutato e radunato un esercito nel bresciano, sotto la guida del condottiero Bartolomeo d'Alviano e del provveditore Giorgio Corner.
Le prime scaramucce si verificarono il 10 marzo 1509 quando 200 cavalieri francesi attraversarono l'Adda per effettuare scorrerie. Il giorno successivo 100 cavalleggeri alloggiati a Treviglio e guidati da Rinieri della Sassetta li ripagarono della stessa moneta.
Il 10 aprile venticinque francesi tentarono una nuova rapina nelle campagne attorno a Rivolta ma questa volta furono intercettati dalla compagnia Rinieri della Sassetta; uno di loro rimase ucciso e diversi furono feriti. Due giorni dopo ben 1 500 cavalieri francesi passarono il fiume e si spinsero fino a Caravaggio, probabilmente per testare le difese veneziane, e avendo incontrato i cavalleggeri del provveditore Giustiniano Morosini tornarono di nuovo nel milanese.
Al 13 aprile a Trezzo si erano ormai radunate 50 lance e 1 000 fanti al comando del barone di Bernia mentre a Cassano vi erano 2 000 fanti e 50 lance al comando di Odet de Foix e parte degli arcieri di Galeazzo I Pallavicino; i francesi avevano inoltre realizzato un ponte di barche nel tratto lecchese dell'Adda per invadere la bergamasca.

## Battaglia
Il 15 aprile i veneziani vennero a sapere dell'ennesima scorreria francese guidata da Carlo II d'Amboise, governatore di Milano, nella Gera d'Adda. Convinti che il nemico stesse procedendo in ordine sparso per le campagne, Giustiniano Morosini, Vincenzo Naldi e Vitello Vitelli si mossero da Treviglio per respingerli. Il Naldi andò in avanscoperta insieme a Bernardino Fortebracci con i suoi 200 fanti ed altrettanti stradiotti che ingaggiarono una scaramuccia con i francesi riuscendo a respingerli ed inseguendoli sino al rivellino di Cassano. Qui però il grosso delle forze francesi effettuò una sortita sbaragliando i fanti nemici, mettendo in fuga gli stradiotti, uccidendo Mariano da Lecce e catturando il Naldi. Quando il resto delle forze veneziane giunse in quel luogo, i francesi puntarono l'artiglieria in modo da impedirne la fuga e dopo averli circondati, li costrinsero ad arrendersi per evitare un massacro.

## Conseguenze
I francesi uccisero 200 fanti romagnoli, perlopiù reclutati nella Valle del Lamone e catturarono altri 900 uomini, tra questi Vincenzo Naldi, Giustiniano Morosini e il figlio Andrea, Braccio Fortebracci e Vitello Vitelli, che furono imprigionati a Milano. I fanti catturati, dopo essere stati spogliati, furono rilasciati. Bernardino Fortebracci, Carlo Fortebracci e Lattanzio da Bergamo, Andrea Mauras e Giulio Vitelli riuscirono a fuggire.
All'avvicinarsi delle forze francesi i cittadini di Treviglio decisero di arrendersi per non subire le violenze che toccavano a città e castelli accusati di resistenza temeraria; tuttavia cinquanta fanti di Brisighella tirarono tre colpi di spingarda e furono massacrati. I francesi inviarono un trombettiere a chiedere la resa di Caravaggio ma ottennero un rifiuto. Giacomo Secco, trovandosi nei pressi della cittadina, dopo aver lasciato 200 uomini a guarnigione della rocca, si portò nel bresciano insieme a Rinieri della Sassetta, Franco dal Borgo e Taddeo della Motella. Il 16 aprile Franco dal Borgo tornò con 600 uomini a Caravaggio ma fu costretto a forzare una delle porte poiché i cittadini non volevano lasciarlo entrare per paura di rappresaglie da parte dei francesi. Il giorno dopo 7 000 francesi e alcuni cavalieri si presentarono davanti alle mura della cittadina chiedendone la resa ma i veneziani rifiutarono e risposero con l'artiglieria, mettendoli in fuga. Franco dal Borgo ritornò quindi con i suoi uomini all'accampamento principale dell'esercito veneziano a Pontevico.